# Palazzo Piella

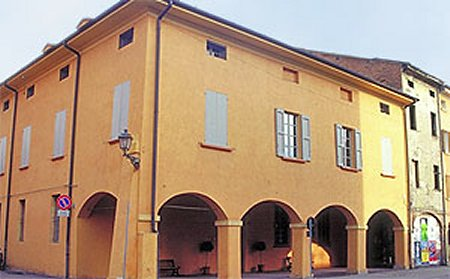
Palazzo Piella in Castelfranco Emilia

Der Palazzo Piella ist ein Palast aus dem 16. Jahrhundert im historischen Zentrum von Castelfranco Emilia in der italienischen Region Emilia-Romagna. Er liegt an der Corso Martiri 190 im Verlauf der alten Via Aemilia neben der Kirche Santa Maria Assunta und beherbergt heute das archäologische Museum des Ortes.

## Geschichte
Durch die zentrale Lage des Palastes an der Via Aemilia und die Art der Nachbarhäuser kann man annehmen, dass der Palast edle Vorläufer in den beliebten Wohnhäusern des Borgo Franco hatte, das auf eine mittelalterliche Anlage zurückzuführen ist. Auch wenn keine spezifischen Dokumente existieren, bemerkt man doch auf einer Karte von Castelfranco Emilia von 1578, dass der Grundriss des Palazzo Piella die Hinterkante zeigt.
In dem alten Haus machte in den Jahren 1529 und 1530 Kaiser Karl V. auf seiner Reise Station, die ihn nach Bologna führte, wo die Zeremonie stattfand, bei der er zum König Italiens und Kaiser des Heiligen Römischen Reiches gekrönt wurde. Laut den Analysten aus Bologna unterzeichnete Karl V. das Dokument der Schenkung der Insel Malta an den Orden von Jerusalem im Palazzo Piella und von diesem Tage an führte der Orden den Namen Malteserorden.
Bis zum 17. Jahrhundert gehörte der Palast der Familie Piella aus Bologna. Laut A. Capelli wurde das ursprüngliche Gebäude, das vermutlich eine andere Hofform als die heutige und dafür keine Laubengänge besaß, um 1600 für die Piellas umgebaut; sie hatten ihn erweitern und umbauen lassen, sodass er sein heutiges Gesicht erhielt. Im Jahre 1806 wurde der Palast zum Verkauf angeboten und ein gewisser Monsignore Sanmarchi kaufte ihn. Später vererbte er ihn an die Geistlichen, die ihm nachfolgten.
Heute ist in dem Gebäude das archäologische Museum des Ortes untergebracht.

## Beschreibung
Die Fassade zur Via Emilia hin zeigt Korbbögen in Mauerwerk. Auf der Rückseite sieht man die V-förmige Anlage des Gebäudes mit zwei seitlichen, nach vorne gesetzten Flügeln. Ebenfalls auf der Rückseite existierte ein italienischer Garten, von dem eine Reproduktion auf einem Katasterplan aus dem 19. Jahrhundert zeugt. Von diesem Garten blieb nur der Eingangsbogen an der Umfassungsmauer zum Norden hin.